# ميخائيل لويس
ميخائيل لويس (بالإنجليزية: Michael Lewis)‏ هو لاعب كرة قدم أمريكية أمريكي، ولد في 29 أبريل 1980 في ريتشموند في الولايات المتحدة.

## وصلات خارجية
- ميخائيل لويس على موقع مرجع كرة القدم المحترفة.كوم (الإنجليزية)